# Hispano-Suiza HS.404

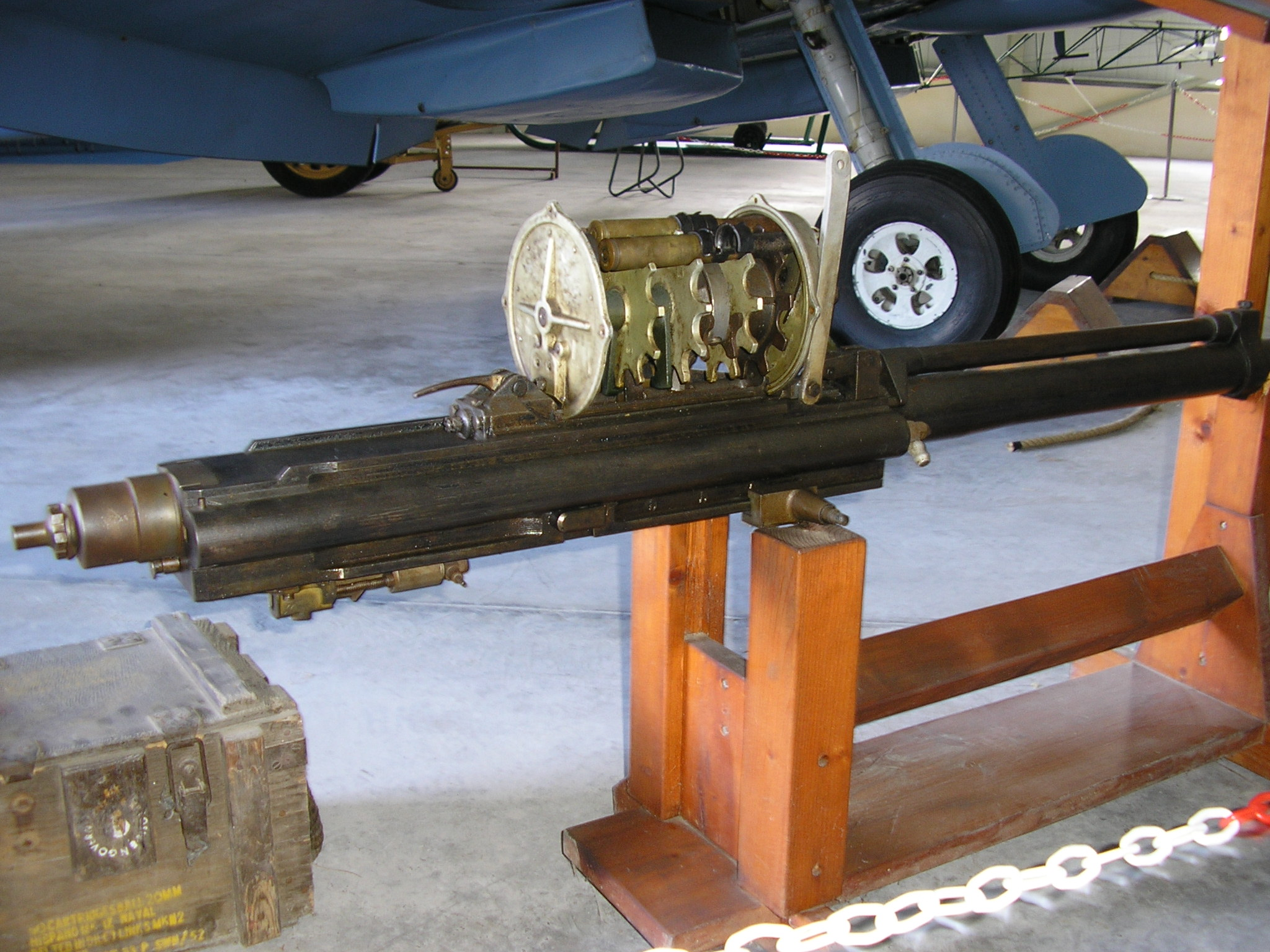
Aus dem Mittelmeer geborgene und restaurierte Hispano Mk.II einer Supermarine Spitfire
(Malta Aviation Museum)

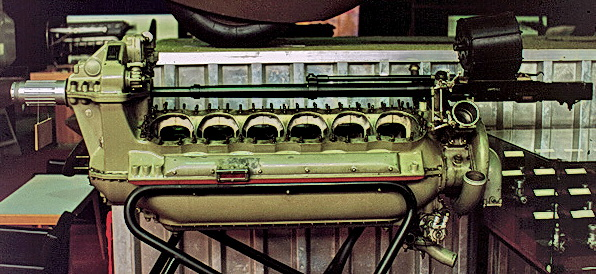
Eine HS.404-Kanone mit Trommelmagazin (rechts oben) an einem Flugmotor HS 12Ydrs („Moteur-Canon“ – Motor-Kanone), die beiden Zylinderbänke sind zur besseren Ansicht entfernt

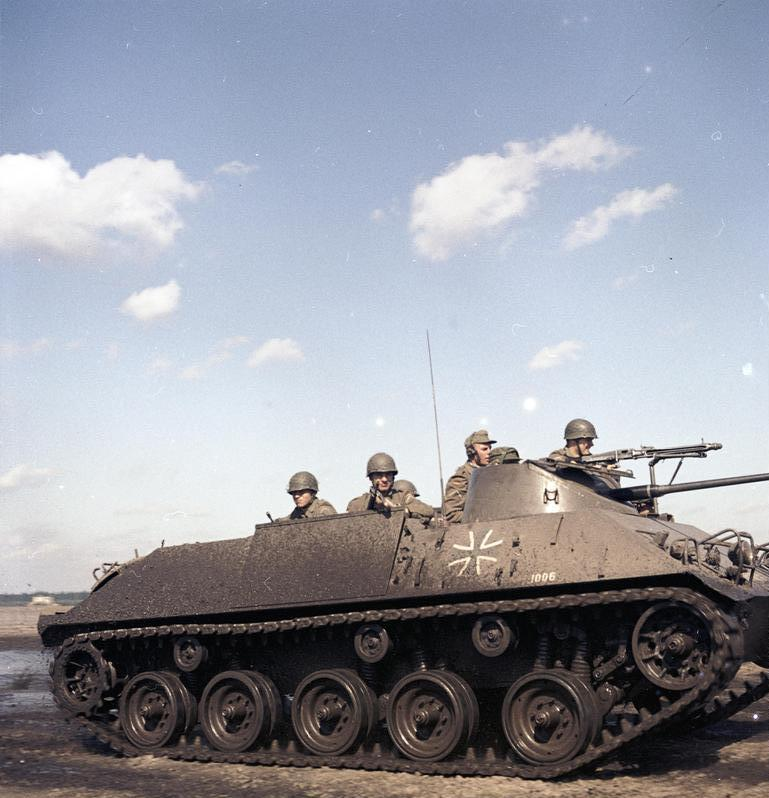
Kanone auf dem deutschen Schützenpanzer HS 30

Die Hispano-Suiza HS.404 war eine Maschinenkanone im Kaliber 20 mm und eine der am weitesten verbreiteten Flugzeugbordwaffen des 20. Jahrhunderts. Sie wurde in Bois-Colombes (Frankreich) bei der Société Française Hispano-Suiza, einem Tochterunternehmen der in Barcelona ansässigen Automobilfirma La Hispano-Suiza, hergestellt und u. a. von britischen, US-amerikanischen und französischen Streitkräften eingesetzt. Die bewegliche Version trug die Bezeichnung HS.405.
Die mit 45 bis 50 kg verhältnismäßig leichte Waffe verschoss 20-mm-Explosivgeschosse, die wirksamer als die Maschinengewehr-Munition waren, was die HS.404 zur idealen Bordbewaffnung für Flugzeuge machte. Sie ersetzte in den 1930er-Jahren die in Jagdflugzeugen verbreitet eingebauten Browning-MGs, die nur Geschosse des Kalibers .303 British (7,7 mm) verschossen.
Die Armee Israels verwendete die HS.404 auch in ihren TCM-20-Flugabwehrgeschützen.

## Entwicklung
Nach dem Ersten Weltkrieg stellte Hispano-Suiza im Werk Bois-Colombes Oerlikon-FF-Maschinenkanonen im Lizenzbau unter der Bezeichnung HS.7 und HS.9 für die französische Armée de l’air her. Diese unterschieden sich nur in der Aufhängung von den 20-mm-Oerlikon-Rückstoßladern mit unverriegeltem Masseverschluss.
Ab 1933 begann Marc Birkigt mit einer Eigenentwicklung, die als Gasdrucklader mit Stützklappenverschluss konzipiert war und den Verschluss nach dem Entriegeln mit dem Restdruck im Lauf zusätzlich beschleunigte. Der Erfinder Marc Birkigt nannte dieses System eine Kombination zwischen einem verriegelten Gasdrucklader und einem unverriegelten Masseverschluss in der zweiten Phase (englisch: gas and blow-back) und erreichte damit eine um 200 Schuss pro Minute höhere Feuerrate (Kadenz) als die Oerlikon FF. Er ließ sein System Ende der 1930er-Jahre patentieren.
Zwei Jahre nach dem Beginn des Spanischen Bürgerkriegs verließ Marc Birkigt sein Unternehmen und gründete 1938 in Genf die Hispano Suiza (Suisse) S.A. Deren Tochterfirma British Manufacture and Research Company (BMARC) mit Sitz Grantham (Lincolnshire) stellte ebenfalls die HS.404 für die Alliierten her.
Gegenüber der Oerlikon hatte diese nun Hispano-Suiza 404 genannte Waffe zusätzlich zur höheren Feuerrate auch eine etwas erhöhte Mündungsgeschwindigkeit. Die Type 404 oder HS.404 wurde lange Zeit als beste Bordwaffe ihrer Art angesehen. Sie wurde vielfach in französische und schweizerische Jagdflugzeuge eingebaut, wo sie zwischen den Zylinderreihen der Hispano-Suiza-12Y-Flugmotoren montiert war und durch die hohle Propellerwelle schoss – eine als „Moteur-Canon“ (Motor-Kanone) bekannte Anordnung. Die Munition wurde durch ein 60 Schuss fassendes Trommelmagazin zugeführt. Dieser Vorrat erwies sich als zu gering. Im Jahr 1940 entwickelte Hispano-Suiza daher eine Gurt-Munitionszuführung ähnlich der für die schwereren Derivate der HS.404 im Kaliber 23 mm. Mit der Besetzung durch die deutsche Wehrmacht im Juni 1940 wurde die Entwicklung in Frankreich gestoppt, jedoch in der Schweiz weitergeführt. Die HS 404 diente nicht nur als Bordkanone, sondern wurde auf geeigneten Lafetten auch als leichte Fliegerabwehrkanone eingesetzt.
Währenddessen sicherte sich Großbritannien die Lizenz zum Bau der HS.404, die als Hispano Mk.I zuerst in der Westland Whirlwind eingesetzt wurde. Britische Ingenieure entwickelten eine gurtgeführte Munitionszuführung. Die so leicht modifizierte Kanone wurde sowohl in der RAF als auch in der FAA als Hispano Mk.II eingesetzt. Je vier dieser Kanonen ersetzten die acht 7,7-mm-MGs Browning M1919 des Kalibers .303 British in der Hawker Hurricane und in der Tropenausführung der Supermarine Spitfire; die Waffe wurde zur Standardbewaffnung aller späteren Modelle. Die meisten anderen Spitfires hatten durch technische Schwierigkeiten – raumbedingt waren die Kanonen unbeheizt; dies führte in großen Höhen zur Vereisung und damit zum Ausfall – lediglich innen zwei Kanonen im Verbund mit vier 7,7-mm-MGs oder zwei 12,7-mm-Browning M2 (.50 BMG) in den Tragflächen.

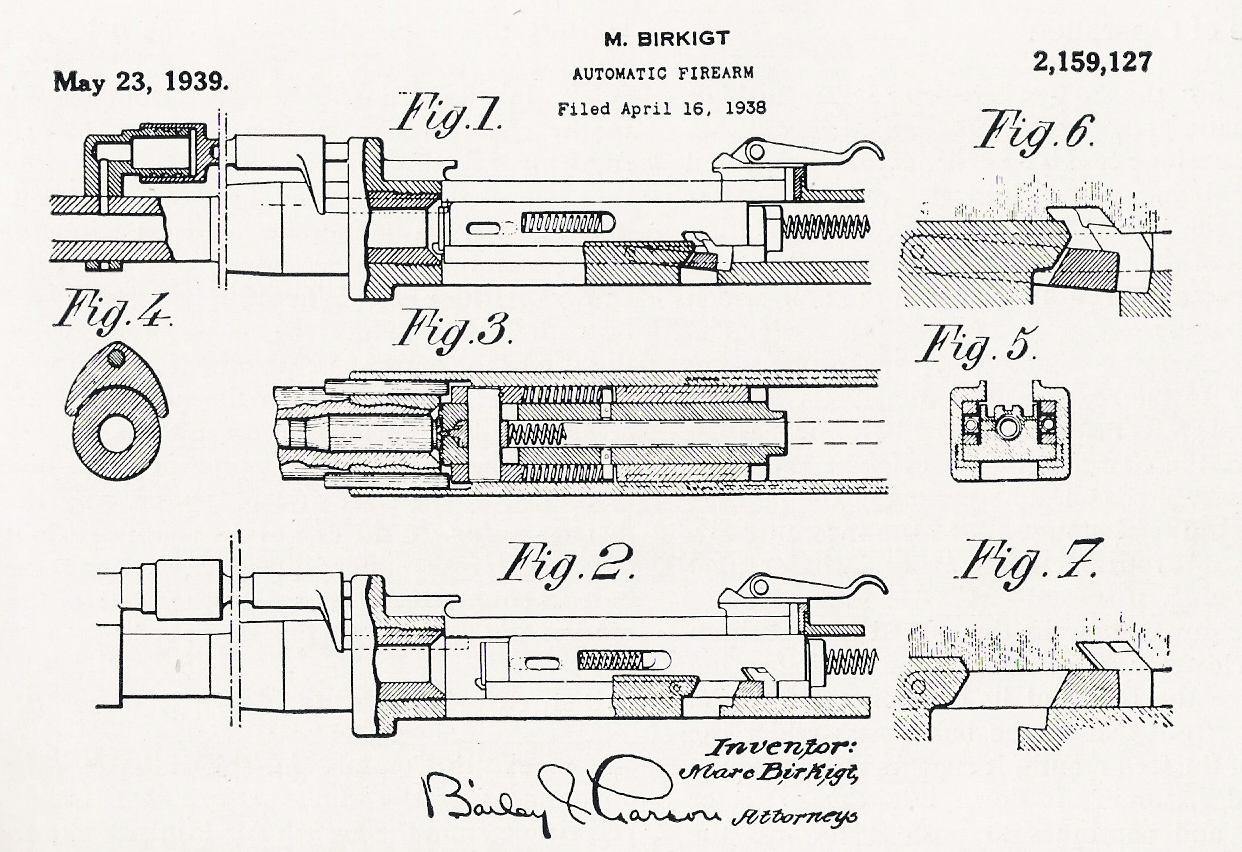
US-Patentzeichnung von 1939 der Birkigt-Kanone

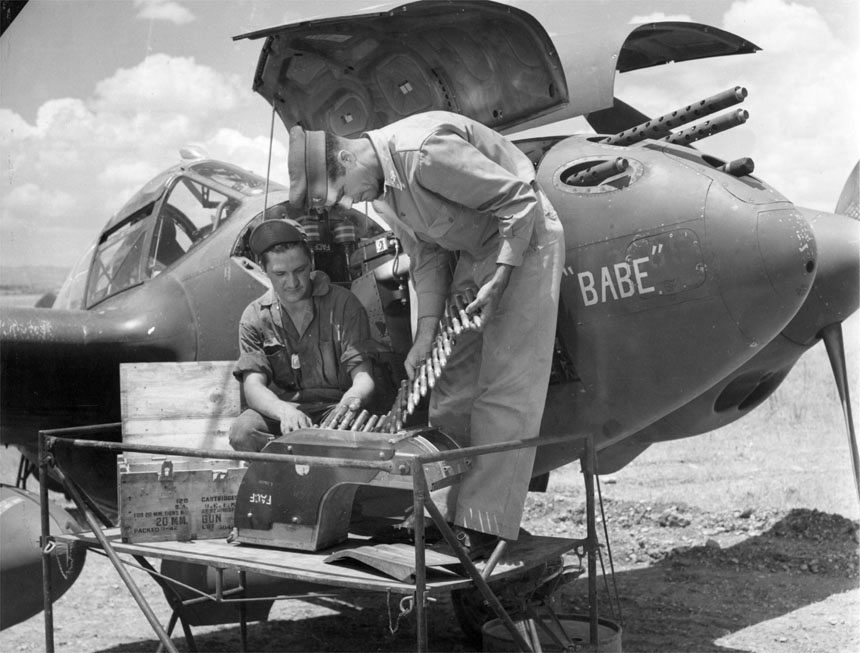
Munitionierung der M2-Hispano-Kanone in der Nase einer P-38

In den USA wurde die Waffe als M1 in Lizenz hergestellt, wobei sowohl das United States Army Air Corps (USAAC) als auch die US Navy planten, auf das 20-mm-Kaliber umzustellen, sobald die Produktionskapazitäten dies zuließen. Eine Großserienfertigung der Waffe und ihrer Munition wurde für 1941 geplant. Während der Tests erwiesen sich die Waffen als extrem unzuverlässig; es zeigte sich eine erhebliche Anzahl von Fehlzündungen, weil die Patrone bereits bei einem leichten Schlag des Schlagbolzens zündete. Die Briten waren an der Waffe interessiert, um die heimische Produktion zu entlasten, jedoch waren sie über den Testverlauf enttäuscht. Im April 1942 wurde ein Exemplar der britischen Mk.II zu Vergleichszwecken in die USA geschickt. Der Hauptunterschied zwischen beiden war, dass die britische Version ein etwas kürzeres Patronenlager hatte.
Die Amerikaner lehnten es ab, das Patronenlager zu verändern, nahmen jedoch einige Änderungen an der Konstruktion vor, um sie zu einer zuverlässigeren M2 zu machen. Gegen Ende des Jahres 1942 hatten die United States Army Air Forces (USAAF) 40 Millionen Schuss der 20-mm-Munition gelagert, die Waffe aber blieb unzumutbar. Erst im Dezember 1945 regte der amerikanische Chief of Ordnance an, zusätzliche Änderungen an der Konstruktion durchführen zu lassen, um die Waffe einsatzbereit zu machen.
In der Zwischenzeit hatten die Briten die US-Version abgeschrieben und die eigenen Produktionskapazitäten derart aufgestockt, dass diese Angelegenheit kein Thema mehr war. Die Waffe wurde weiter zur Hispano Mk. V überarbeitet, die einen kürzeren Lauf, ein geringeres Gewicht und eine höhere Kadenz auf Kosten einer geringeren Mündungsgeschwindigkeit aufwies. Eines der wichtigsten britischen Kampfflugzeuge, das die Hispano Mk.V einsetzte, war die Hawker Tempest Mk.V Series II, in der vier Hispano-Kanonen eingesetzt wurden. Die Amerikaner folgten dieser Entwicklung mit der M3, die Zuverlässigkeitsprobleme bestanden jedoch weiterhin. Nach dem Zweiten Weltkrieg machte sich die USAF die M3 als M24 zu eigen, die mit Ausnahme der elektrischen Zündung mit der M3 übereinstimmte. Die britische Mk V und die amerikanischen M3/M24-Waffen waren leichter und wiesen eine höhere Feuerrate auf als die zuvor gefertigte HS.404. Dasselbe gilt auch für die nach dem Zweiten Weltkrieg weiterentwickelten HS.404-Kanonen, die unter der Bezeichnung HS.820 in Genf, aber auch bei Rheinmetall in Deutschland in Lizenz hergestellt wurden.

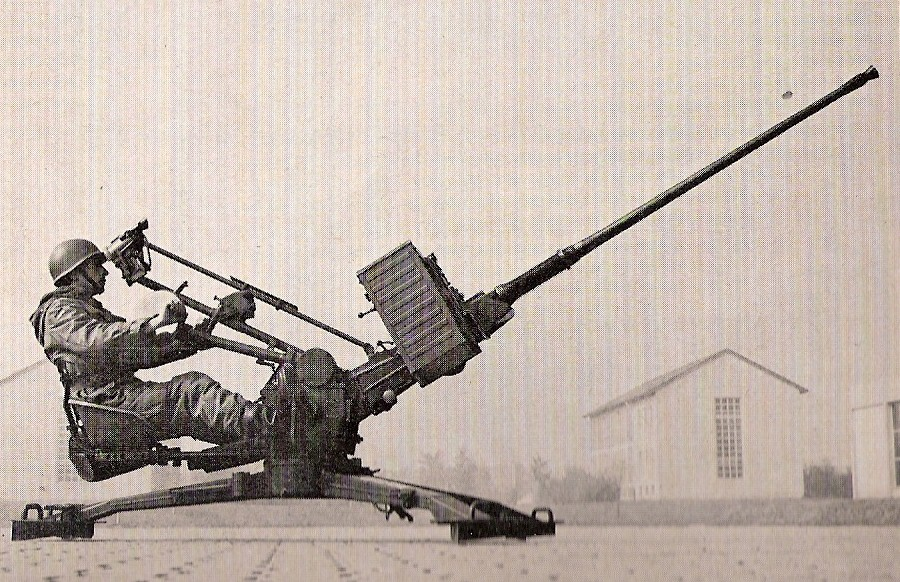
Hispano-Suiza 820 L/85, von Rheinmetall in Lizenz gefertigt, Bundeswehrbezeichnung MK 20-1

Recht schnell wurden diese Waffen durch die neu eingeführten Revolverkanonen ersetzt, die auf dem deutschen MG 213 aufbauten (Anmerkung: Mit „Revolverkanone“ ist nicht die Gatling-Kanone gemeint, sondern das Prinzip analog der Mauser BK-27). Die Briten führten die durchschlagsstarke ADEN-Kanone in den meisten Nachkriegsflugzeuge ein, die Franzosen die ziemlich ähnliche DEFA-Kanone, beide mit derselben Munition, und Schweden verwendete für die Saab Viggen bei Hispano-Oerlikon (Genève) SA hergestellte 30-mm-KCA-Revolverkanonen mit einer Kadenz von 1400 Schuss/Min. (Anmerkung: Die Waffensparte der Hispano-Suiza (Suisse) wurde 1970 von Oerlikon-Bührle übernommen). Die USAF ersetzte die M24 durch die Revolverkanone M39 im Kaliber 20 mm, während die US Navy die originale Hispano-Konstruktion mit einer neuen leichteren Patrone zur Colt-Mk-12-Kanone kombinierte, um eine höhere Mündungsgeschwindigkeit zu erzielen.

## Anwendung

### Argentinien
HS.804
- FMA IA 58

### Deutschland
- Schützenpanzer kurz
- Schützenpanzer lang HS-30

### Frankreich
HS.404
- Morane-Saulnier M.S.406
- Potez 631
- Bloch MB.152
- Breguet 693
- Dewoitine D.520
- LeO 451

### Großbritannien
Hispano Mk. I
- Gloster F.9/37
- Westland Whirlwind

Hispano Mk. II
- Blackburn Firebrand
- Bristol Beaufighter
- CAC Boomerang
- Consolidated Liberator GR I
- de Havilland DH.98 Mosquito
- Douglas Boston III (Intruder)
- Fairey Firefly
- Gloster Meteor
- Hawker Hurricane
- Hawker Typhoon
- North American Mustang IA
- Supermarine Spitfire

Hispano Mk. V
- de Havilland Hornet & Sea Hornet
- de Havilland DH.100 Vampire
- de Havilland Venom & Sea Venom
- English Electric Canberra B.Mk.6 & B(I).Mk.8
- Hawker Fury & Sea Fury
- Hawker Sea Hawk
- Hawker Tempest
- Martin-Baker M.B.5
- Supermarine Attacker
- Supermarine Seafang
- Supermarine Spiteful
- Supermarine Spitfire–Marks 21 und spätere
- Westland Welkin
- Westland Wyvern

### Jugoslawien
HS.404
- Ikarus IK-2
- Rogožarski IK-3

### Schweden
HS.804
- Saab J-29 Tunnan
- Saab J-32 Lansen

### USA
M1
M2
- Bell P-400 (P-39 Airacobra, Export)
- Boeing B-29 Superfortress
- Lockheed P-38 Lightning
- Northrop P-61 Black Widow
- Chance Vought F4U-1C Corsair

M3
- Chance Vought F4U-4B Corsair und nachfolgende Versionen
- Chance Vought F6U Pirate
- Chance Vought F7U Cutlass

M24
- Convair B-36
- Northrop F-89C Scorpion

## Technische Daten
- Typ: einläufige Maschinenkanone
- Kaliber-Geschoss: 20 mm × 110 mm
- Bauart: Gasdrucklader
- Länge: 2,36 m
- Gewicht (komplett): 42–50 kg
- Kadenz: 600–850 Schuss pro Minute (rpm)
- Mündungsgeschwindigkeit: 840–880 m/s (je nach Rohrlänge)
- Geschossgewicht: 130 g
- Sprengstoffanteil: ~6 g

## Ähnliche Waffen
| Name                 | Patrone    | Geschoss- gewicht | Kadenz  | Mündungs- geschwindigkeit | Waffen- gewicht |
| -------------------- | ---------- | ----------------- | ------- | ------------------------- | --------------- |
|                      |            | (Gramm)           | (rpm)   | (m/s)                     | (kg)            |
| Frankreich           |            |                   |         |                           |                 |
| HS.9                 | 20 × 110RB | 122               | 360–420 | 830                       | 48              |
| Hispano-Suiza HS.404 | 20 × 110   | 130               | 700     | 880                       | 60              |
| Deutschland          |            |                   |         |                           |                 |
| MG FF                | 20 × 80RB  | 134               | 520     | 600                       | 28              |
| MG FF/M              | 20 × 80RB  | 92/115            | 540/520 | 700/585                   | 28              |
| MG 151/20            | 20 × 82    | 92/115            | 750–800 | 800/720                   | 42              |
| Japanische Armee     |            |                   |         |                           |                 |
| Type 94 Flexible     | 20 × 99RB  | 127               | 380     | 675                       | 43              |
| Ho-1                 | 20 × 125   | 144               | 400     | 805                       | 45              |
| Ho-3                 | 20 × 125   | 144               | 400     | 805                       | 45              |
| Ho-5                 | 20 × 94    | 96                | 750–850 | 715                       | 37              |
| Japanische Marine    |            |                   |         |                           |                 |
| Type 99-1            | 20 × 72RB  | 129               | 520     | 525                       | 26              |
| Type 99-2            | 20 × 101RB | 128               | 490     | 750                       | 34              |
| Großbritannien       |            |                   |         |                           |                 |
| Hispano Mk.II        | 20 × 110   | 130               | 600     | 880                       | 50              |
| Hispano Mk.V         | 20 × 110   | 130               | 750     | 840                       | 42              |
| Sowjetunion          |            |                   |         |                           |                 |
| SchWAK               | 20 × 99R   | 95                | 800     | 750–770                   | 42              |
| Beresin B-20         | 20 × 99R   | 95                | 800     | 750–770                   | 25              |